# Gmina Pleasant Valley (hrabstwo Fayette)

Położenie Gminy Pleasant Valley w hrabstwie Fayette

Gmina Pleasant Valley (ang. Pleasant Valley Township) – gmina w USA, w stanie Iowa, w hrabstwie Fayette. Według danych z 2000 roku gmina miała 1003 mieszkańców, a jej powierzchnia wynosi 94,99 km².